# Edwin J. Brown
Pour les articles homonymes, voir Brown.
Edwin J. Brown, né en octobre 1864 dans le comté d'Ogle (Illinois) et mort le 28 juillet 1941 à Seattle (Washington), est un homme politique américain. Élu à deux reprises, il occupe le poste de maire de Seattle de juin 1922 à juin 1926.

## Biographie
Après des études universitaires pour être dentiste et des études de droit (il est diplômé de la Kansas City School of Law en 1899), Edwin J. Brown travaille comme dentiste, ce qui lui vaut le surnom de « Doc » Brown.
Dans les années 1910, il travaille comme avocat et est membre du Parti Socialiste. En tant qu'homme politique pendant la prohibition, Brown ne boit pas d'alcool, mais soutient le droit de la population à en boire. En 1922, il se présente comme candidat au poste de maire de Seattle, la plus grande ville de l'État de Washington et du Nord-Ouest des États-Unis. Il est élu le 2 mai 1922 et prend son poste le 5 juin 1922 pour une durée de deux ans. À la fin de son premier mandat, il se représente et est élu une seconde fois.
En 1924, lorsque Brown part pour assister à la Convention nationale démocrate, il nomme Bertha Knight Landes, membre du conseil municipal, maire par intérim. Elle lance sa propre campagne de maintien de l'ordre, limogeant le chef de la police William B. Severyns pour corruption et fermant les loteries, les punchboards (en) et les speakeasies (bar clandestin). À son retour, Brown rétablit le chef de la police. En 1926, Brown se présente pour un troisième mandat, mais perd face à Landes.
Il meurt le 28 juillet 1941, à l'âge de 76 ans, d'une crise cardiaque.